# Marie Le Masson Le Golft
Marie Le Masson Le Golft (Le Havre, 25 ottobre 1749 – Rouen, 3 gennaio 1826) è stata una scrittrice, naturalista e disegnatrice francese.

## Biografia
Marie Le Masson Le Golft collaborò con il naturalista Jacques-François Dicquemare, amico di suo padre. Dopo la morte del Dicquemare, cercò di farne pubblicare le ricerche fatte sui molluschi insieme con i propri disegni e incisioni che avrebbero dovuto illustrare l'opera, ma i costi eccessivi la costrinsero a rinunciare. Fu anche in relazione con gli scienziati Lacépède, Condorcet e Daubenton.
Lavorò come istitutrice e pubblicò nel 1788 le Lettres sur l'éducation; scrisse anche Balance de la nature (1784), con osservazioni su centinaia di esseri animali, vegetali e minerali, e l'Esquisse d'un Tableau général du genre humain (1787), un planisferio dove vengono indicati i popoli della Terra con le loro caratteristiche rappresentate per mezzo di simboli. 
Marie Le Masson Le Golft fu membro di molte accademie della provincia francese, come quella di Arras, dove entrò nel 1787 grazie all'interessamento del giovane Robespierre, e delle Accademie di Madrid e di Bilbao. Passò gli ultimi anni della sua vita a Rouen, povera e dimenticata: alla città lasciò la sua biblioteca.

## Opere
- Entretien sur Le Havre, Le Havre 1781.
- Balance de la nature, Paris, chez Barois l'aîné, 1784 ; nuova edizione, Paris, Les presses du réel 2005
- Esquisse d'un tableau général du genre humain, 1787.
- Le Havre au jour le jour de 1778 à 1790, Rouen, Éd. Philippe Manneville 1999
- Lettres relatives à l'éducation, Paris, Buisson 1788